# Aristolochia silvatica
Aristolochia silvatica là một loài thực vật có hoa trong họ Aristolochiaceae. Loài này được Barb.Rodr. mô tả khoa học đầu tiên năm 1885.